# Warnstorfia procera
Warnstorfia procera là một loài rêu trong họ Amblystegiaceae. Loài này được Renauld & Arnell Tuom. mô tả khoa học đầu tiên năm 1973.